# Garzeno
Garzeno är en ort och kommun i provinsen Como i regionen Lombardiet i Italien. Kommunen hade 739 invånare (2018).